# 베네수엘라 제1공화국
베네수엘라 제1공화국(스페인어: Primera República de Venezuela 프리메라 레푸블리카 데 베네수엘라[*])는 베네수엘라 최초의 독립정부이다. 1810년 4월 19일부터 1812년 7월 25일까지 존재했다.
베네수엘라 제1공화국은 카라카스 훈타의 베네수엘라 총독부를 전복하고 베네수엘라 독립전쟁을 일으켜 에스파냐군 사령관 도밍고 데 몬테베르데의 항복을 받아냄으로써 건국되었다. 베네수엘라 의회는 독립기념일을 7월 5일로 선포하고 헌법에 이를 명시했다. 이로써 베네수엘라는 남아메리카 에스파냐계 국가 최초의 독립국이 되었다. 그러나 경제적 궁핍으로 인하여 부유한 크리올들이 참정권을 독점하여 불만이 가중되었고, 1812년 대지진이 카라카스를 덮치면서 공화국은 사분오열되었다. 곳곳에서 반란이 일어나는 가운데 몬테베르데가 8월 1일 카라카스를 재탈환하여 제1공화국은 멸망하였다.

## 같이 보기
- 베네수엘라 제2공화국
- 베네수엘라 제3공화국
- 그란콜롬비아
- 베네수엘라